# Ctenomys azarae
Ctenomys azarae је врста глодара (Rodentia) из породице туко-тукоа (Ctenomyidae).

## Распрострањење
Ареал врсте је ограничен на једну државу. Аргентина је једино познато природно станиште врсте.

## Угроженост
Ова врста се сматра рањивом у погледу угрожености врсте од изумирања.